# 野生紫苏
野生紫苏（学名：Perilla frutescens var. acuta）为唇形科紫苏属下的一个变种。

## 扩展阅读
- 維基物種上的相關：野生紫苏